# Toy Story – Terror!
A Toy Story – Terror! (eredeti cím: Toy Story of Terror!) 2013-ban bemutatott amerikai 3D-s számítógépes animációs horror-vígjáték televíziós különkiadás, amelynek rendezője és írója Angus MacLane, a producere Galyn Susman, a zeneszerzője Michael Giacchino. A rövidfilm a Pixar Animation Studios és a Walt Disney Pictures gyártásában készült, a Disney–ABC Domestic Television forgalmazásában jelent meg.
Az Amerikai Egyesült Államokban 2013. október 16-án sugározták először a ABC csatornán, Magyarországon az HBO GO-n mutatták be előbb 2017. december 15-én, később pedig tévés premierként az HBO 2 tűzte műsorra 2017. december 25-én.

## Cselekmény
Woody, Buzz, Jessie, Tüsi Úr, Rex, Krumplifej és Trixi a csomagtartóban néznek horrorfilmet gazdájuk bőröndjében, míg Bonnie és anyukája az autóban ülnek. A kocsi defektet kap az út közepén, így Bonnie anyukája behajt a legközelebbi motelba.
A motelben felhívnak egy autómentőt, ami csak másnapra tud kijönni, így ott kényszerülnek aludni. Tüsi Úr megállapítja, hogy az ilyen elhagyatott motelekben játszódnak a horrorfilmek, amivel Rexet és Jessie-t is sikerült megijesztenie. Trixi és Krumplifej kimásznak a bőröndből, mert fel akarják fedezni a motelt. Woody és Buzz elkezdik keresni őket. Trixi meg is került, de Krumplifej eltűnt.
Mikor felismerik, hogy elvesztették társukat, Rex belelép valami ragacsba. Buzz megállapítja, hogy friss nyál, amire Tüsi Úr újabb horrorhistóriát talál ki. Ekkor Trixi talál egy szellőzőnyílást, de véletlenül beleesik. Mindenki megijedt, hogy elveszett, de a két ballábas Rex belelöki az egész bagázst.
Lent egy poros csatornába jutnak és persze amint útnak indulnak valami elragadta Tüsi Urat Rex mellől, majd Rexet is elragadja valami. Woody, Jessie és Buzz rémülten szaladnak, amíg Krumplifej elhagyott keze meg nem állítja őket, aki arra akarja invitálni őket, hogy menjenek fel.
Fent egy motelszoba fürdőjébe érnek, ahol Woody-t és Buzz-t elragadja valami. Jessie egyedül marad, ám ekkor megpillant egy másik játékot, Desan Dave-ot, aki menekülésre ösztönzi a cowboylányt. Jessie elrejtőzik a kádban, de a szörny itt is rátalál.
A szörny egy leguán, aki egy kis helyiségbe viszi a játékot, ahol a motel főnöke, Ron veszi kézbe. Lefotózza a játékot és felrakja egy árverésre, hogy eladhassa, majd beteszi egy szekrénybe, a többi játék mellé, ahol Jessie találkozik Woody-ékkal.
Ronnak sikerült eladnia Jessie-t és Woody-t is. A szekrénybe zárt játékok nem tudják, hogy menekítsék meg Woody-t, így Jessie-nek kell kiszabadítania a fogságba esett Woody-t és még a játékbolt tulajdonosát is sikerül lebuktatnia Bonnie anyukája előtt, aki kihívja a rendőröket a játéktolvajra.

## Szereplők
| Szereplő              | Eredeti hang       | Magyar hang            |
| --------------------- | ------------------ | ---------------------- |
| Woody                 | Tom Hanks          | Stohl András           |
| Buzz Lightyear        | Tim Allen          | Dörner György          |
| Jessie                | Joan Cusack        | Zsigmond Tamara        |
| Ron, a motel vezetője | Stephen Tobolowsky | Csankó Zoltán          |
| Tüsi úr               | Timothy Dalton     | Kautzky Armand         |
| Rex                   | Wallace Shawn      | Lippai László          |
| Krumplifej            | Don Rickles        | Forgács Gábor          |
| Trixi                 | Kristen Schaal     | Balsai Móni            |
| Bonnie anyja          | Lori Alan          | Kisfalvi Krisztina     |
| Tranzitron            | Peter Sohn         | Minárovits Péter       |
| Autószerelő           | Jason Topolski     | Baráth István          |
| Vén Vekker            | Christian Roman    | Csuha Lajos            |
| Wilson rendőr         | Angus MacLane      | Horváth-Töreki Gergely |
| Phillips rendőr       | Josh Cooley        | Sörös Miklós           |
| Dessan Dave           | TBA                | Csernák János          |
| Futár                 | TBA                | Vámos Mónika           |